# Zaak-Palma Arena

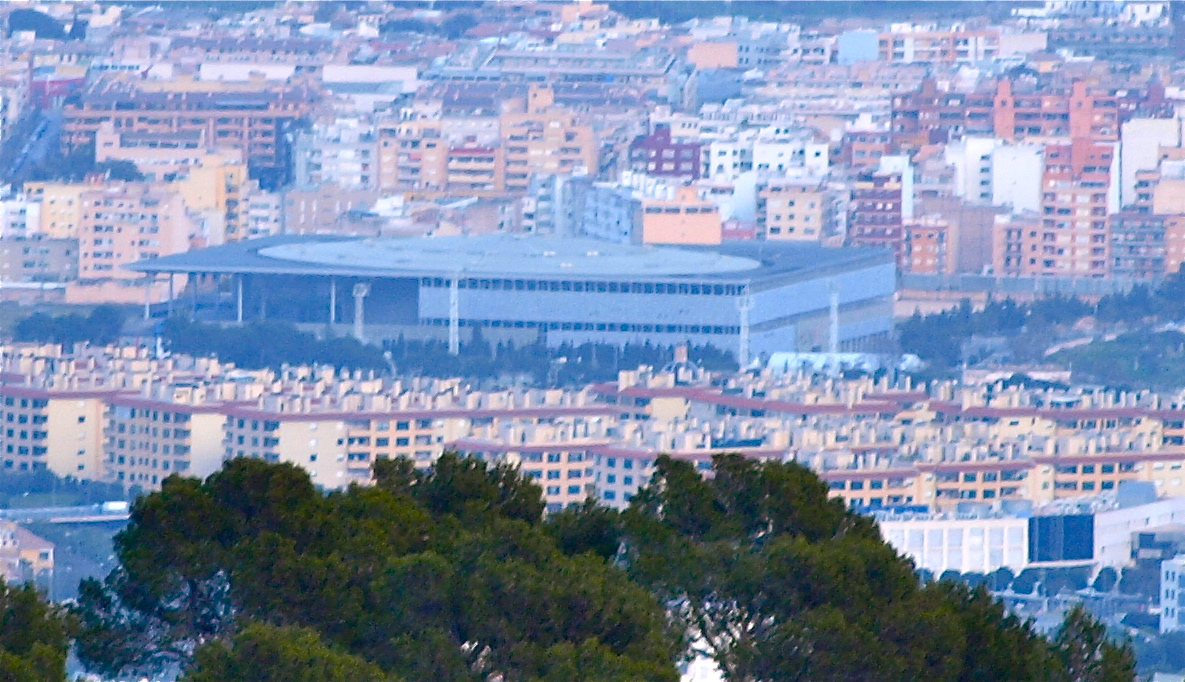
De Palma Arena

De zaak-Palma Arena was een corruptieschandaal in Spanje dat verband hield met het aanbesteden en de bouw van de wielerbaan Palma Arena in Palma de Mallorca op de Balearen. 

## Bouwwerkzaamheden
Tot de bouw van deze wielerbaan werd besloten in 2004. De werkzaamheden worden uitgevoerd door een consortium bestaande uit FCC (een bouwbedrijf), een lokaal bouwbedrijf en afgevaardigden van het regiobestuur en de gemeente. Verder zijn de architecten Sander Douma (met de Nederlandse nationaliteit) en Luis en Jaime García-Ruiz Guasp bij de bouw betrokken. Zij vervangen de Duitse architect Ralph Schürmann, specialist in het bouwen van wielerbanen. De bouwwerkzaamheden duurden van januari 2006 tot maart 2007. Het is gedurende deze werkzaamheden dat de onregelmatigheden, die anno 2013 nog steeds onderzocht worden, optreden.

## Onderzoek naar fraude en corruptie

### Begin onderzoek
In april 2008 geeft de regering van de Balearen opdracht de gemaakte kosten voor de bouw te onderzoeken. Deze waren oorspronkelijk geraamd op 48 miljoen euro, maar zijn uiteindelijk uitgekomen op meer dan 90 miljoen. Het onderzoek wordt aanvankelijk geleid door de directie voor jeugd- en sportzaken van de autonome regio Balearen. Als blijkt dat de voorgaande regionale regering, onder leiding van Jaume Matas van de conservatieve partij Partido Popular, slechts enkele dagen voor de regionale verkiezingen van 2007 31 miljoen euro aan extra kosten goed heeft gekeurd, zonder opgaaf van reden en zonder de daarvoor wettelijk vereiste procedures te volgen, en als de directie jeugd- en sportzaken bovendien op een aantal onregelmatigheden in de financiering stuit, besluit men het dossier door te geven aan de afdeling financiën, waardoor de fiscale politie bij de zaak betrokken raakt. 

### Verschijnen in de pers
Vanaf 10 juli 2008 komt er nieuws over de zaak naar buiten, als de krant Diario de Mallorca over de zaak bericht. De daarop volgende periode wordt er steeds meer over de zaak bekend. Zo brengt het familiebedrijf van een lokaal partijlid meer dan 11.400 euro in rekening voor blokken natuursteen die voor de voorkant gelegd zouden worden. De bestelling voor het scorebord wordt gedaan bij familie van de marketingmedewerker die verantwoordelijk is voor promotie van het complex, na een aanbesteding van nog geen twee weken voor meer dan 2,5 miljoen euro. Deze schermen worden te laat geleverd; pas na het WK baanwielrennen van 2007 waarvoor de baan in eerste instantie gebouwd wordt. Deze marketingmedewerker brengt meerdere hotelovernachtingen in Valencia voor werkbezoeken in rekening, van elk € 3000, terwijl hij in werkelijkheid op 1 dag op en neer gevlogen is. Ook worden de rekeningen gemanipuleerd: er wordt 7.000 m² canvas in rekening gebracht terwijl er slechts 2.000 m² geleverd wordt. Er wordt de aanleg van een parkeerplaats gefactureerd terwijl men nooit tot die aanleg over is gegaan. De architecten Luis en Jaime García-Ruiz brengen keer op keer extra kosten in rekening, zonder te specificeren wat die kosten zijn. Deze worden door de overheid goedgekeurd, zonder te vragen waarvoor die kosten gemaakt zijn.
De financiële ongeregeldheden hebben niet enkel te maken met de bouwwerkzaamheden. De Fudació Illesport, een overheidsinstelling die sportevenementen op de eilanden organiseert, declareert ook kosten bij de regionale regering waar de nodige vraagtekens bij gesteld kunnen worden. Zo betaalt deze stichting de kosten van de beveiliging van een verkiezingsbijeenkomst van Mariano Rajoy, of deelt ze voor 37.530 euro aan gratis kaartjes uit voor een tenniswedstrijd tussen Nadal en Federer, die ze vervolgens bij zichzelf in rekening brengt. Hoewel de stichting wordt geacht zichzelf te bekostigen, draait ze een verlies van meer dan 8,5 ton.

### Inspectie en verhoren
Bij een inspectie van de baan door het openbaar ministerie in oktober 2008 blijkt het complex in een lamentabele toestand te verkeren en bovendien dat het nooit een officieel opleveringscertificaat heeft ontvangen omdat het in een te slechte staat verkeert. De reden die hiervoor gegeven wordt door het consortium is dat er niet voldoende geld zou zijn geweest om alle werkzaamheden goed af te ronden. 
Op 12 december 2008 wordt de Duitse architect Ralph Schürmann door de rechtbank gehoord achter gesloten deuren. Schürmann werd begin 2006 ontslagen door het regiobestuur van de Balearen. Voor de rechter verklaart hij dat er continu druk op hem uit werd geoefend hogere rekeningen in te sturen dan de kosten die hij daadwerkelijk gemaakt had, de diensten van specifieke personen in te huren, en methodes te gebruiken die de kosten van het project onnodig op zouden voeren. Schürmann wenst hier, tot zijn ontslag in 2006, niet aan mee te werken en geeft niet toe aan de druk. De gebroeders García Ruiz, de architecten die het project van hem overnamen, gaven hem de schuld van de vertraging en het slechte resultaat, maar de Duitser verwerpt deze kritiek.
In januari 2009 wordt de president van de Balearen Jaume Matas opgeroepen voor verhoor. Hij blijkt betrokken te zijn bij de zaak, nadat indertijd bleek dat de baan niet op tijd af zou zijn. Hij heeft toen contact opgenomen met Marcelino Oreja, eveneens politicus namens de PP en algemeen directeur van het bouwbedrijf FCC. Deze heeft druk uitgeoefend op de Majorcaanse tak van het bedrijf om het gebouw ondanks alles op tijd af te ronden. FCC heeft hiervoor 4,5 miljoen extra in rekening gebracht, naar eigen zeggen onvermijdelijk om de bouw te versnellen.

### Zaak-Nóos
In november 2009 komen de onderzoekers op het spoor van een andere corruptiezaak, waarbij onder anderen de schoonzoon van Koning Juan Carlos, Iñaki Urdangarin, betrokken zou zijn. Die was tussen 2004 en 2006 voorzitter van het Instituto Nóos, een conglomeraat van bedrijven dat zich met promotie van toerisme bezighield. Dit instituut organiseerde in die periode twee congressen in La Palma en bracht hiervoor mogelijk onterecht 2,3 miljoen euro in rekening. Het openbaar ministerie opent een aparte zaak voor de mogelijke corruptie gepleegd door het Instituto Nóos, de zaak-Nóos.

### Mogelijke illegale partijfinanciering PP
Begin januari 2010 concluderen de onderzoekers dat er sprake is van mogelijke illegale financiering door de regio Balearen van electorale bijeenkomsten van de PP. Een verkiezingsbijeenkomst van Mariano Rajoy in de campagne voor de nationale parlementsverkiezingen in 2007 zou betaald zijn uit het potje voor congressen van de regionale overheid. De beveiliging van dit evenement zou gefinancierd zijn door de Fundació Illesport, een stichting ter promotie van sport op de Balearen. Bovendien zou hiervoor een beveiligingsbedrijf van de zwager van Jaume Matas, op dat moment de president van de regio, ingehuurd zijn. 
Ook wordt er 500.000 euro, waarvan 70.000 zwart, betaald aan het marketingbureau Nimbus dat belast is met zowel de marketing en promotie van de Palma Arena als de verkiezingscampagne van de PP. Deze kosten zouden in hun geheel gemaakt zijn voor de Palma Arena, maar staan in geen verhouding tot hoeveel een promotiecampagne van een wielerbaan zou moeten kosten, of tot wat er uiteindelijk geleverd is. Dit doet de onderzoekers vermoeden dat een deel van dit geld is gebruikt voor de financiering van partij-aangelegenheden van de PP.

## Arrestaties en aanklachten
Vanaf 5 augustus 2009 gaat de politie van La Palma over tot arrestaties in de zaak-Palma Arena. Die dag voert zij de operación espada uit, genoemd naar de fiets waarop vijfvoudig tourwinnaar Miguel Indurain probeert het snelheidsrecord op een overdekte baan te verbreken op de wielerbaan van de Franse stad Bordeaux. Deze actie roept kritiek op door de manier waarop de gearresteerden binnen worden gebracht: twee aan twee geboeid. Nagenoeg alle betrokkenen zijn nog in afwachting van hun proces en tot die tijd vrij op borgtocht. 
- Antoni Palerm was directeur-generaal van de afdeling sport van het eilandbestuur van Majorca tijdens de jaren 2003-2007. Palerm wordt beschuldigd van oneigenlijke onderhandelingen met ambtenaren. Palerm bekend uiteindelijk bouwmaterialen geleverd te hebben, terwijl hij  mede beslissingsbevoegd was.
- Miquel Ángel Verger is een ingenieur die van de architecten García Ruiz een honorarium van 1,8 miljoen euro heeft ontvangen. Hij zegt niet te weten waar dit geld vandaan komt en zegt dit rechtmatig in zijn bezit te hebben gekregen.
- Rafel Durán was de voorzitter van het consortium. Hij wordt beschuldigd van corruptie, omkoping, verduisteren van publiek geld en valsheid in geschrifte.
- José Luis Ballester, bijgenaamd Pepote, is een olympisch goudenmedaillewinnaar en directeur-generaal van sport van het regiobestuur van de Balearen in de jaren 2003-2007. Ballester wordt ervan beschuldigd valse facturen te hebben ondertekend. Bovendien zou hij geprobeerd hebben de bouwkosten van zijn huis in te voegen bij de bouwkosten van de wielerarena.
- Miguel Romero is eigenaar van het communicatiekantoor 'Nimbus'. Romero ontkent te hebben betaald om de promotie van de wielerbaan te mogen doen. Ook ontkent hij een rol te hebben gespeeld in de mogelijke illegale financiering van de Partido Popular, wat de onderzoekers vermoeden. Ook zou hij meerdere hotelovernachtingen in Valencia hebben gedeclareerd op dagen dat hij in een dag heen en weer is gevlogen.
- Jorge Moisés, ex-manager van de wielerbaan, verwerpt de beschuldiging van verduistering van publieke middelen, en geeft de Duitse architect Ralph Schürmann de schuld van de te hoog uitgevallen kosten en de slechte uitvoering van de bouw.
- Sinto Llobrera, speaker van de arena, wordt in eerste instantie als getuige opgeroepen maar wordt halverwege zijn verklaring door de onderzoeksrechter in staat van beschuldiging gesteld als hij niet in staat blijkt een aantal posten op facturen die hij ingestuurd heeft te verklaren.

## Veroordelingen
- Jaume Matas i Palou was tweemaal president van de Balearen, de tweede maal van 2003 tot 2007, de periode waarin de feiten spelen. Hij is tot vijf en een half jaar gevangenisstraf veroordeeld voor misbruik van vertrouwen, verduistering van publieke fondsen, fraude en valsheid in geschrifte, en daarbij tot negen maanden voor handel met voorkennis. Matas is hiermee de vierde regionale president die veroordeeld is sinds het einde van het Francotijdperk.[3]
- Antonio Alemany was een journalist die teksten schreef voor Matas en daarvoor door de jaren heen een bedrag van 500.000 euro heeft ontvangen. Bovendien bewierookte hij Matas in diverse dagbladen, ook als tegenprestatie voor dit geld.
- Miguel Romero is eveneens veroordeeld voor het illegaal geld aannemen voor het bewieroken van Matas in de pers. Tegen Romero lopen nog andere strafzaken in de zaak-Palma Arena.

## Betekenis van de zaak
De zaak-Palma Arena is de grootste corruptiezaak die aan het licht is gekomen op de Balearen sinds het einde van het Francoregime. Naast persoonlijke verrijking speelt de illegale financiering van de PP hier een rol. Ook heeft de zaak aanleiding gegeven tot de zaak-Nóos, een spraakmakende corruptiezaak waarin de schoonzoon van koning Juan Carlos, Iñaki Urdangarin, wordt beschuldigd van fraude en corruptie.